# Struwwelpeterbrunnen

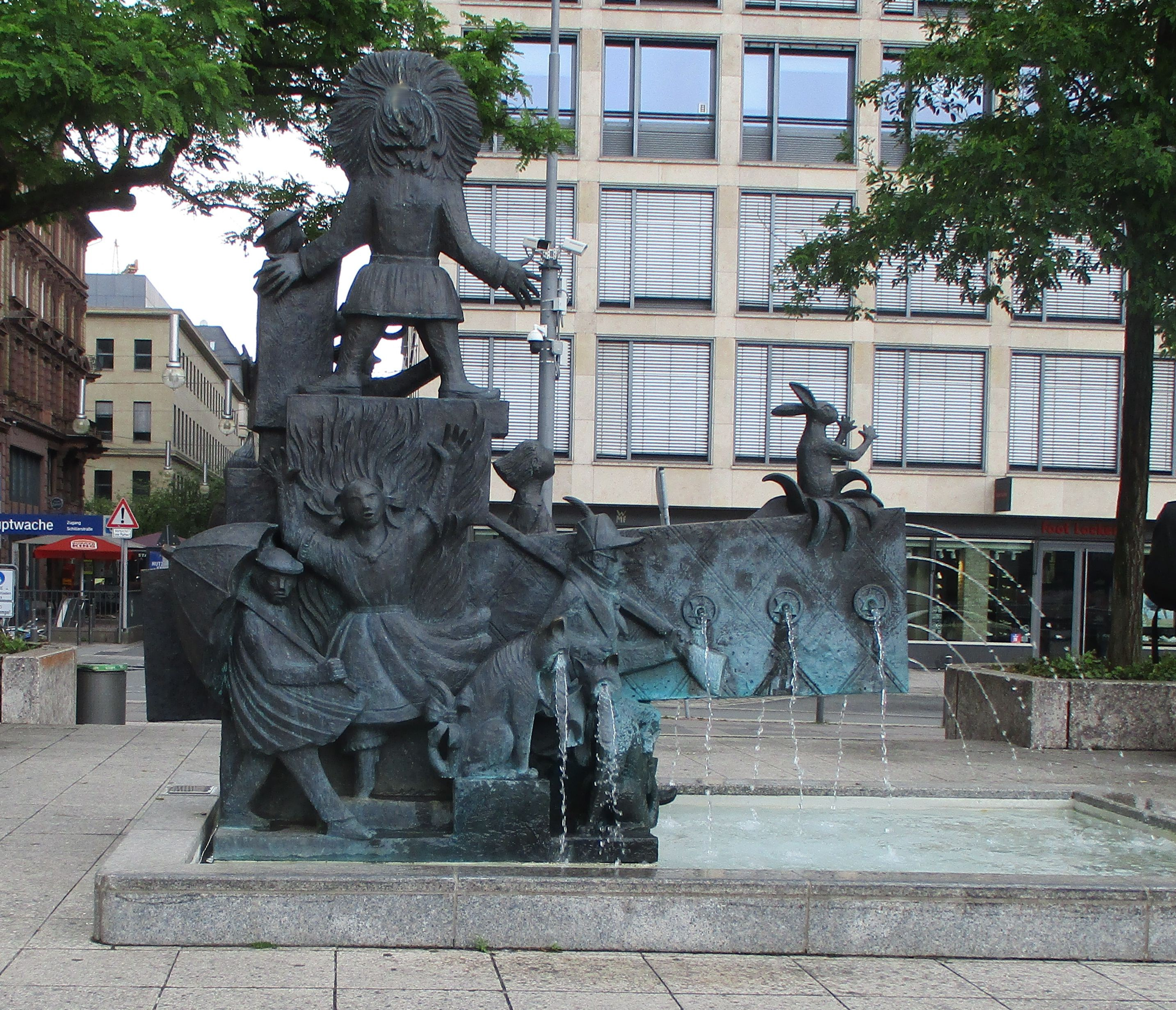
Struwwelpeterbrunnen an der Frankfurter Hauptwache, Gesamtansicht

Der Struwwelpeterbrunnen ist ein 1985 von der Bildhauerin Franziska Lenz-Gerharz gestalteter Bronzebrunnen an der  Hauptwache in Frankfurt am Main, der Figuren und Szenen des Bilderbuchs Struwwelpeter des aus Frankfurt stammenden Arztes und Psychiaters Heinrich Hoffmann zeigt.

## Beschreibung
Im ca. fünf Meter hohen Brunnen sind aus Bronze hergestellte Figuren dargestellt, denen im Struwwelpeter-Buch wesentliche Kapitel gewidmet sind.
- Leicht erhöht sitzt der Struwwelpeter im Zentrum mit den für ihn typischen wirren, langen Haaren.
- Darunter befindet sich die mit Zündhölzernen spielende Pauline, die in Flammen gehüllt ist. Die beiden Katzen Minz und Maunz beweinen ihr trauriges Schicksal. Dabei sind deren Tränen eine passende Wasserquelle des Brunnens.
- Die drei frechen Buben, Kaspar mit der Brezel, Wilhelm mit dem Reif und Ludwig mit dem Fähnchen, die einen Knaben mit schwarzer Hautfarbe verspotten, werden von Nikolas bestraft, indem sie in schwarze Farbe eingetaucht werden.
- Weiterhin sind dargestellt: Hanns Guck-in-die-Luft sowie der fliegende Robert mit einem geöffneten Regenschirm.
- Dem mit einer Flinte bewaffneten wilden Jäger dreht der schlaue Hase aus sicherer Entfernung eine Lange Nase.

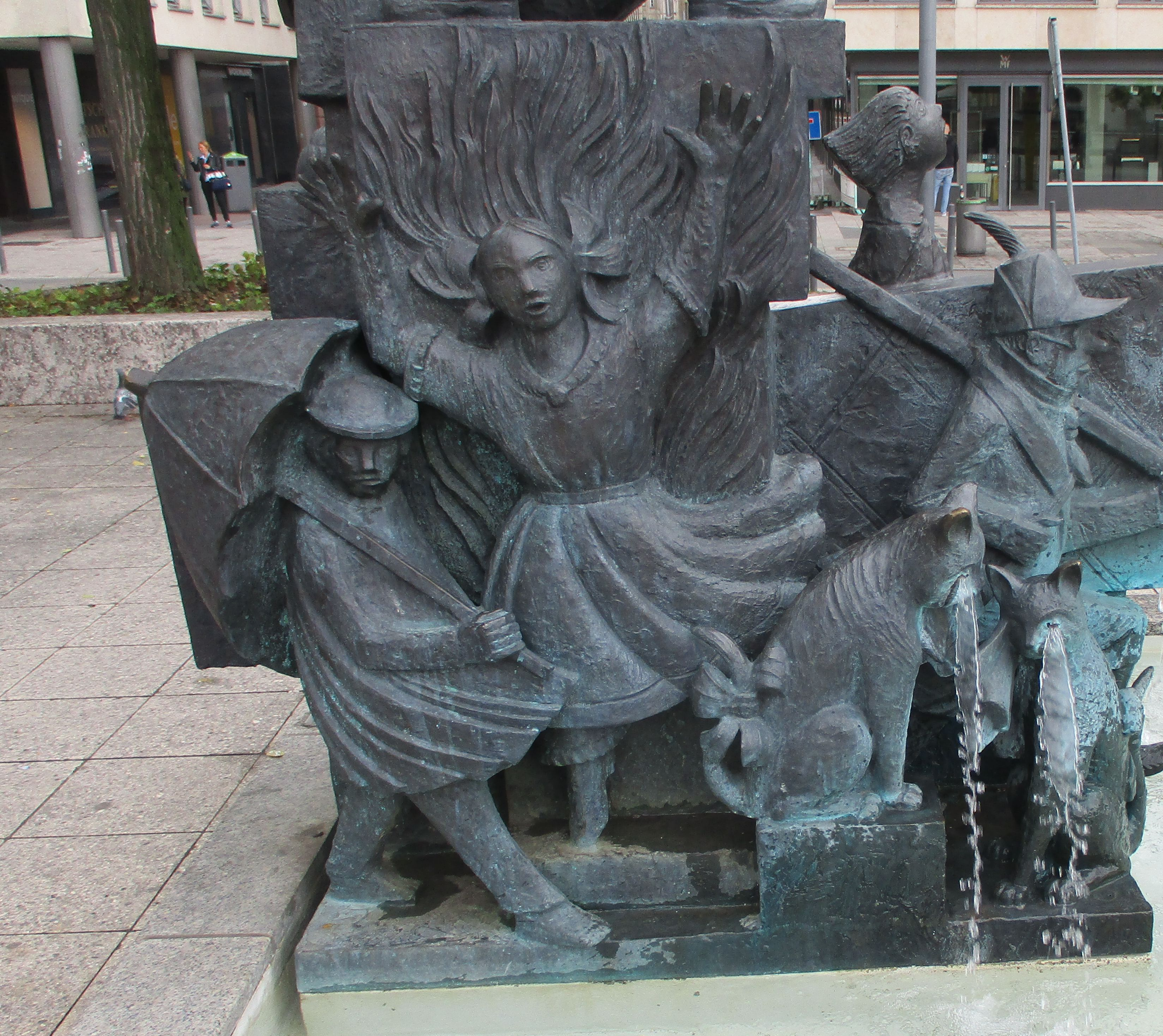
der fliegende Robert, die brennende Pauline, Minz und Maunz, der Jäger
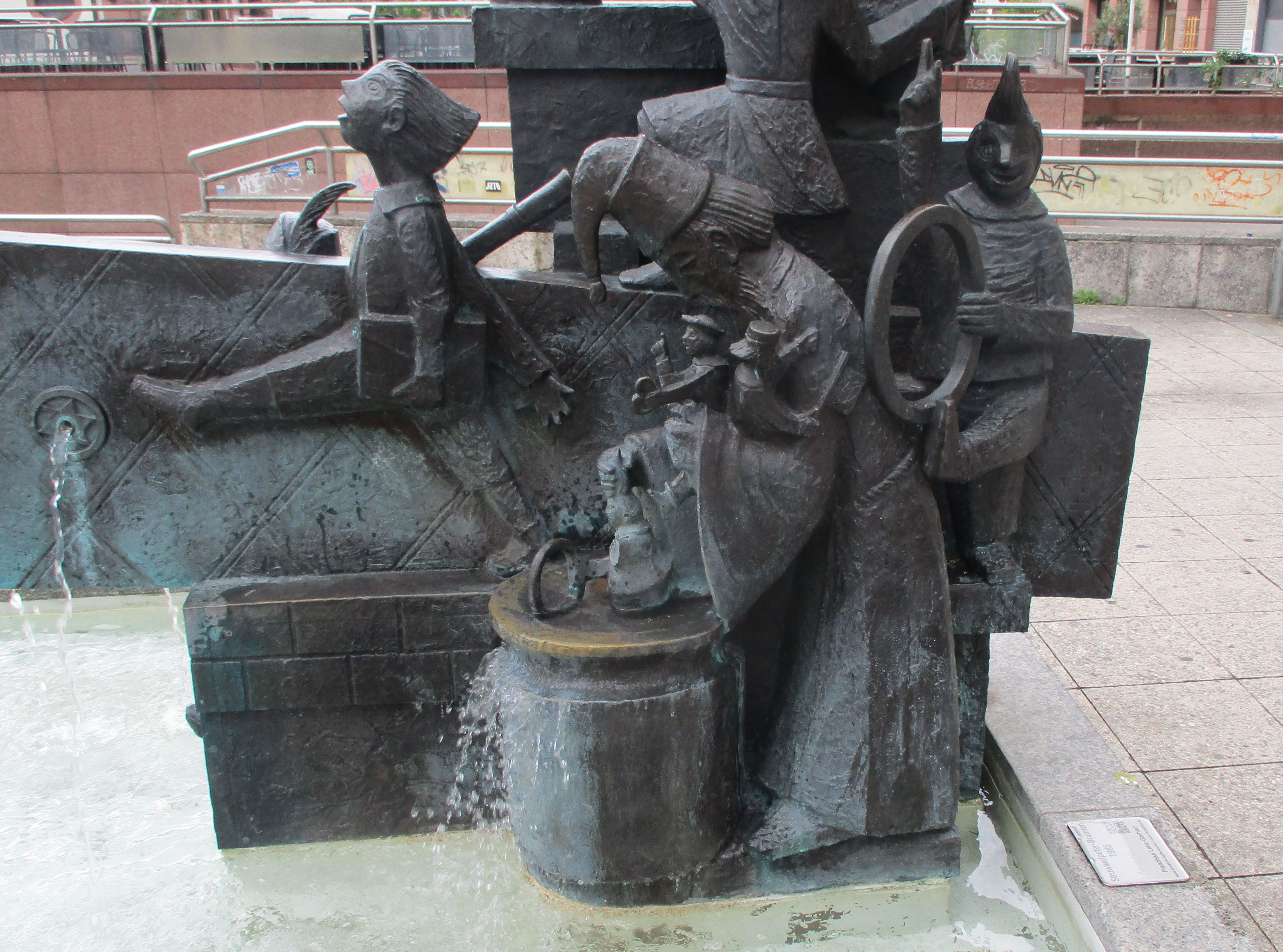
Hanns Guck-in-die-Luft, Nikolas taucht die frechen Buben, Wilhelm mit dem Reif
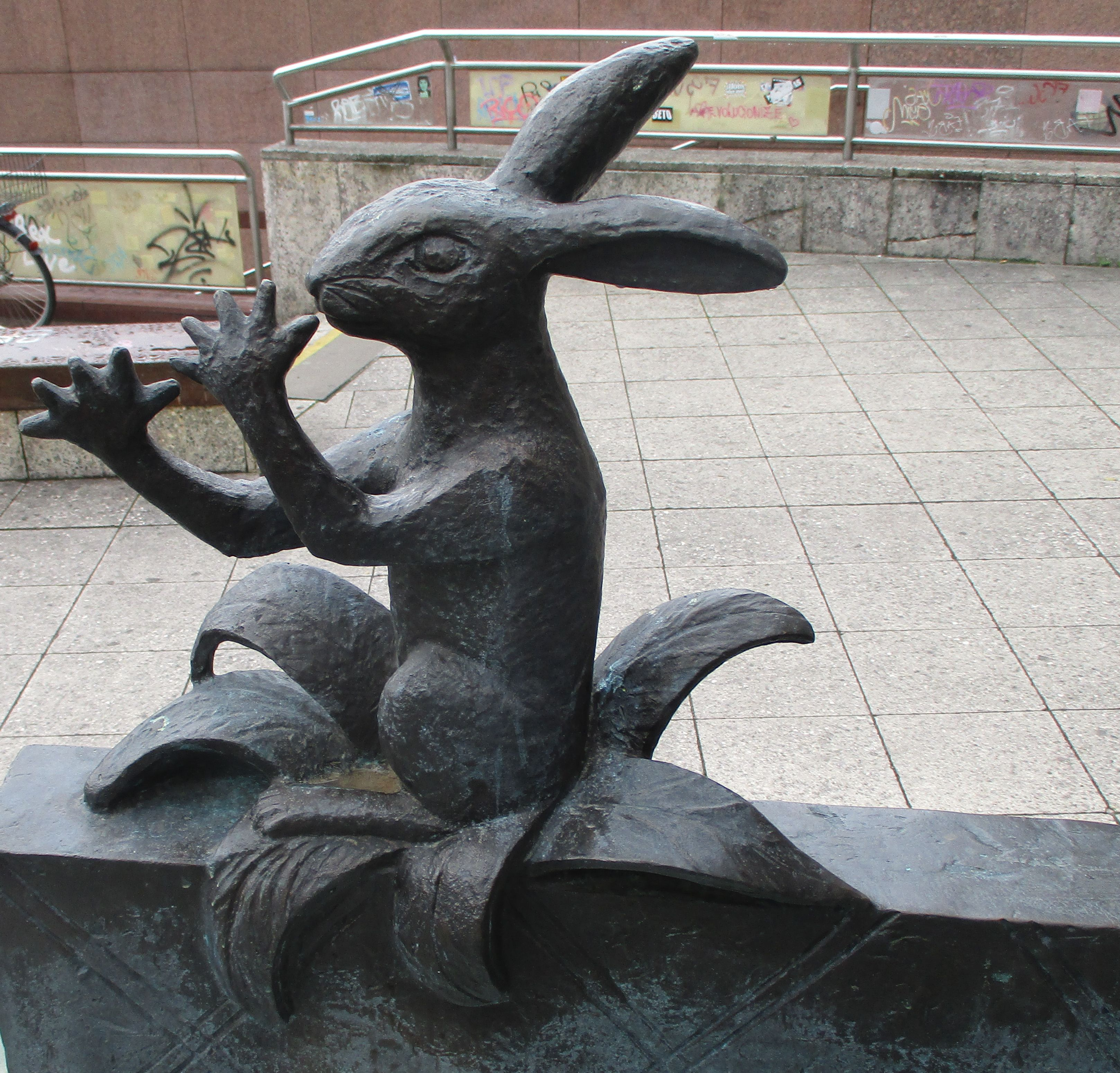
der Hase dreht dem Jäger eine Lange Nase
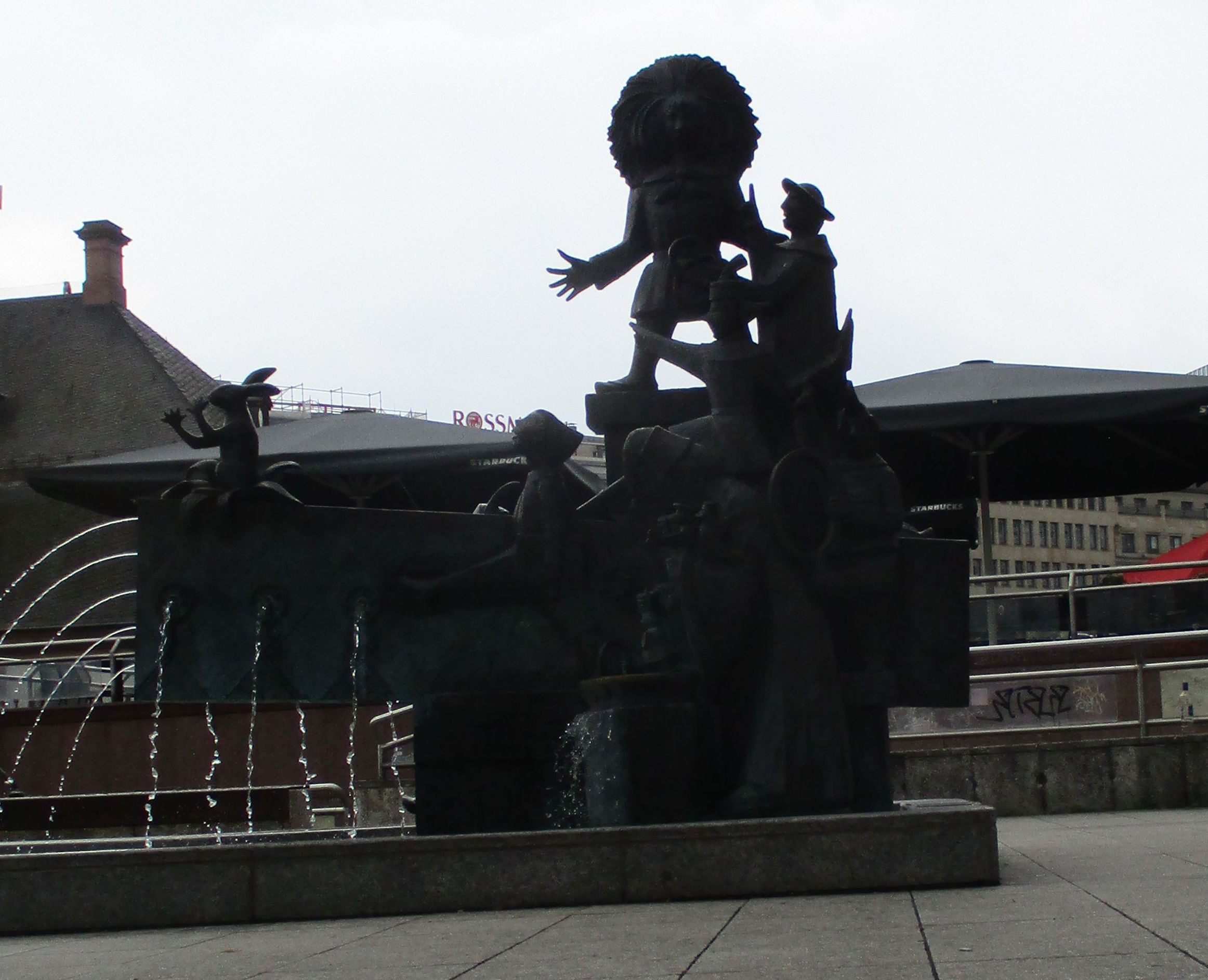
Schattenbild, links hinten die Hauptwache

Die Skulpturengruppe steht seitlich versetzt in einem niedrigen, rechteckigen Wasserbecken, das mit länglichen Kantensteinen eingefasst ist.
2021 wurde der Brunnen aufwendig gereinigt und neu in Betrieb genommen, nachdem er zwei Jahre lang wasserfrei war. Neben seiner erfrischenden Wirkung hat der Brunnen auch einen Unterhaltungswert für Jugendliche und Kinder.

## Weitere Struwwelpeterbrunnen

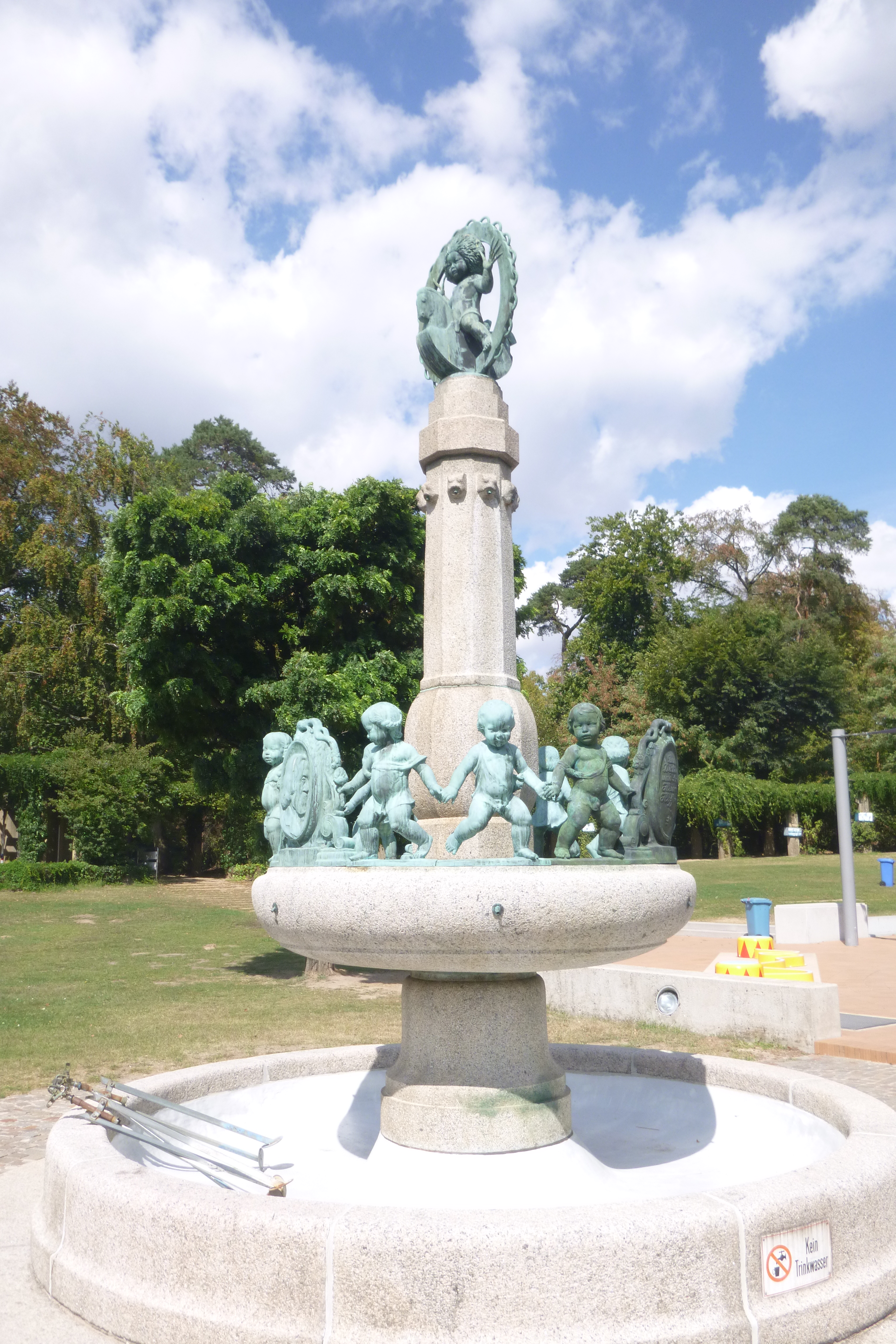
Struwwelpeterbrunnen im Frankfurter Stadionbad

Im Frankfurter Stadionbad steht ein von dem Frankfurter Bildhauer Johann Josef Belz gestalteter weiterer Struwwelpeterbrunnen. Belz schuf diesen für den 1925 eröffneten Sportpark Waldstadion. Auf dem profilierten Brunnenstock aus Sandstein sitzt der auf einem Schaukelpferd reitende kindliche Struwwelpeter als Bronzeskulptur in einem Rad. Darunter befindet sich eine runde Steinschale mit neun ebenfalls aus Bronze gefertigten Kinderskulpturen, zwei Schrifttafeln und einem Porträtrelief von Heinrich Hoffmann.